# Kommission von der Leyen I

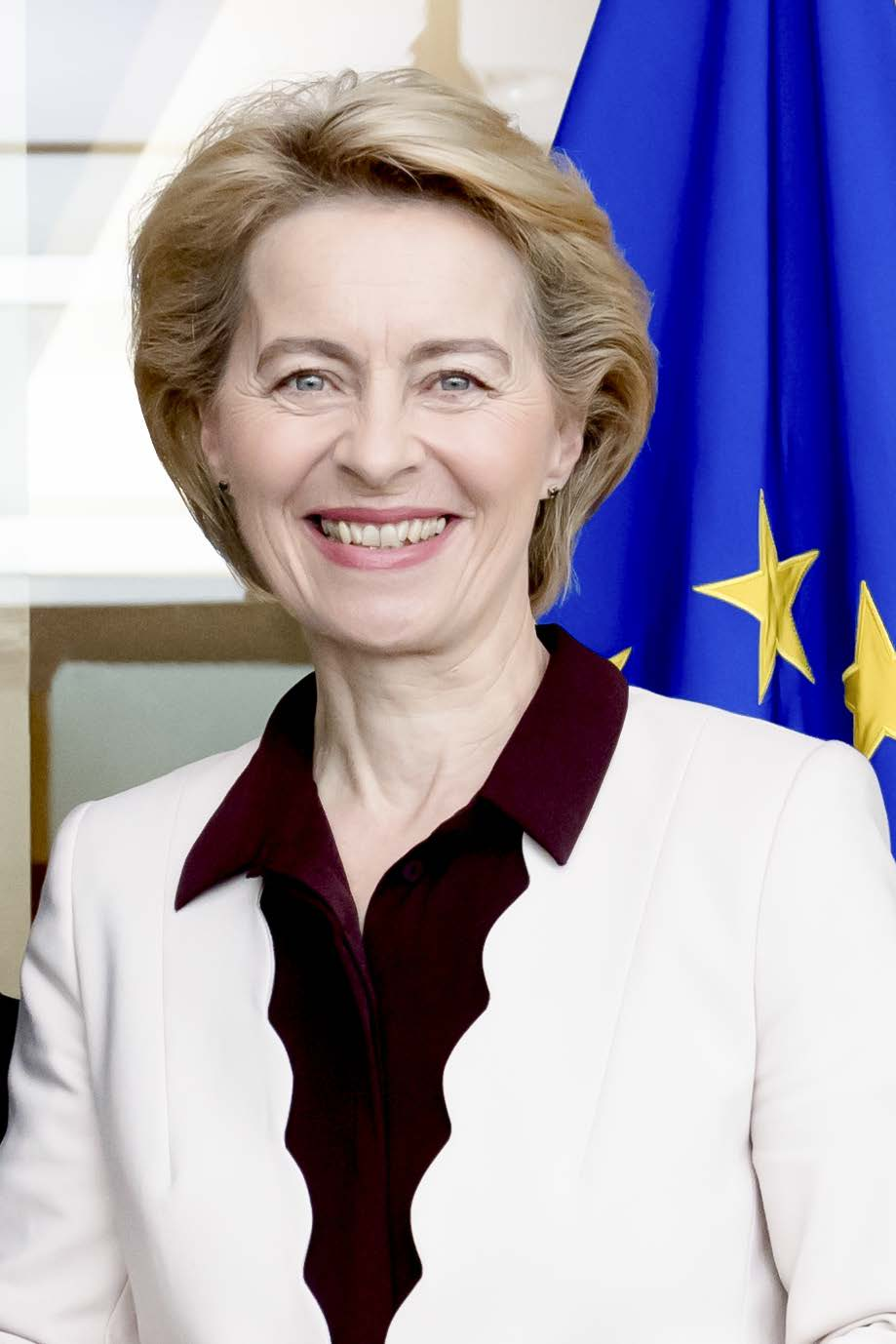
Ursula von der Leyen, Präsidentin der Europäischen Kommission

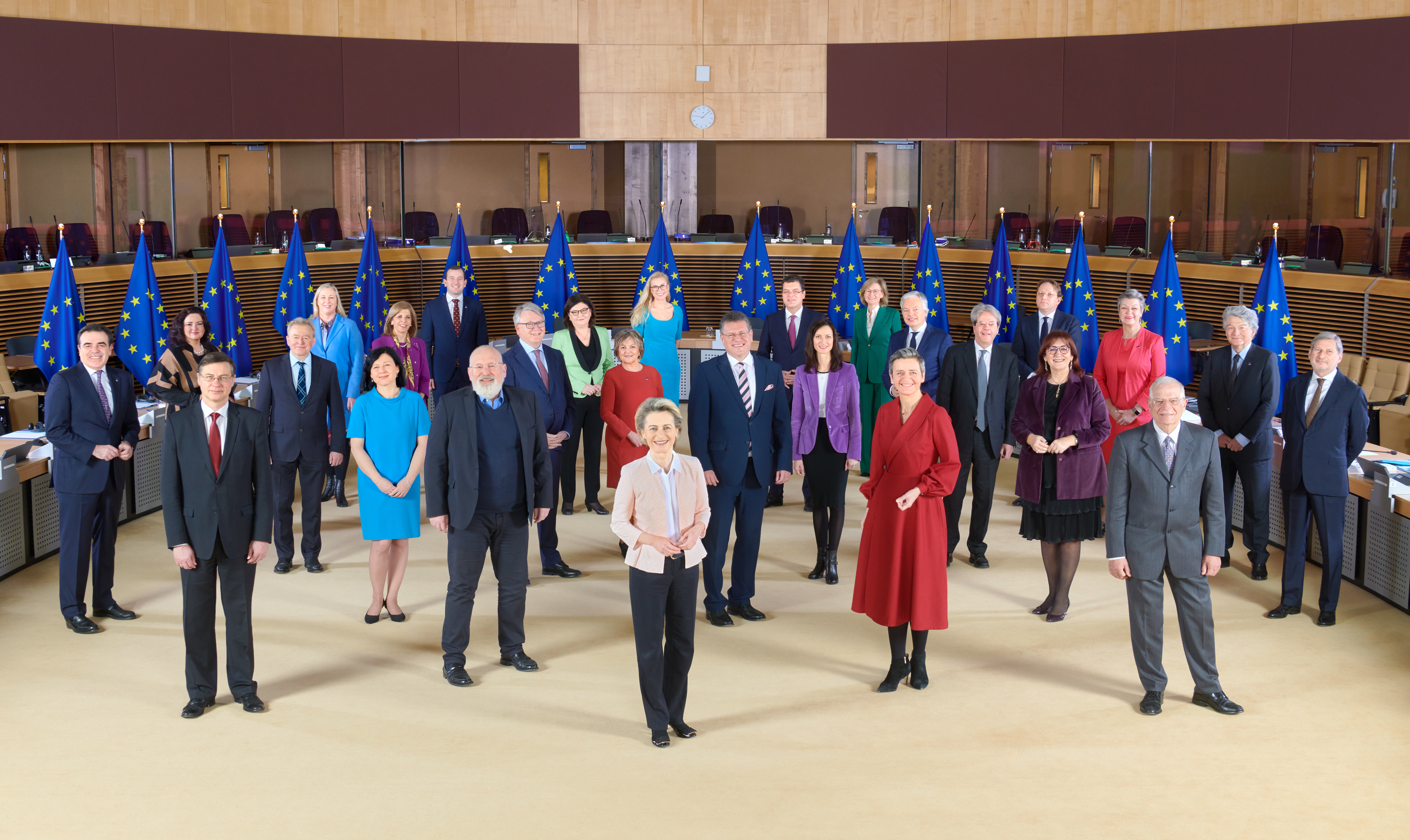
Gruppenbild der Kommission (2021)

Die Kommission von der Leyen I bildete die Europäische Kommission von 2019 bis 2024. Sie nahm am 1. Dezember 2019 als Nachfolgerin der Kommission Juncker ihre Arbeit auf. Nach dem Austritt des Vereinigten Königreichs aus der Europäischen Union gehörten der Europäischen Kommission neben der Präsidentin 26 statt wie zuvor 27 Kommissare an. Sie wurde von der deutschen EVP (CDU)-Politikerin Ursula von der Leyen geleitet. Sie wurde anschließend an die Europawahl 2019 als erste Frau zur Kommissionspräsidentin gewählt. Am 1. Dezember 2024 wurde sie von der Kommission von der Leyen II abgelöst.

## Wahl der Kommission

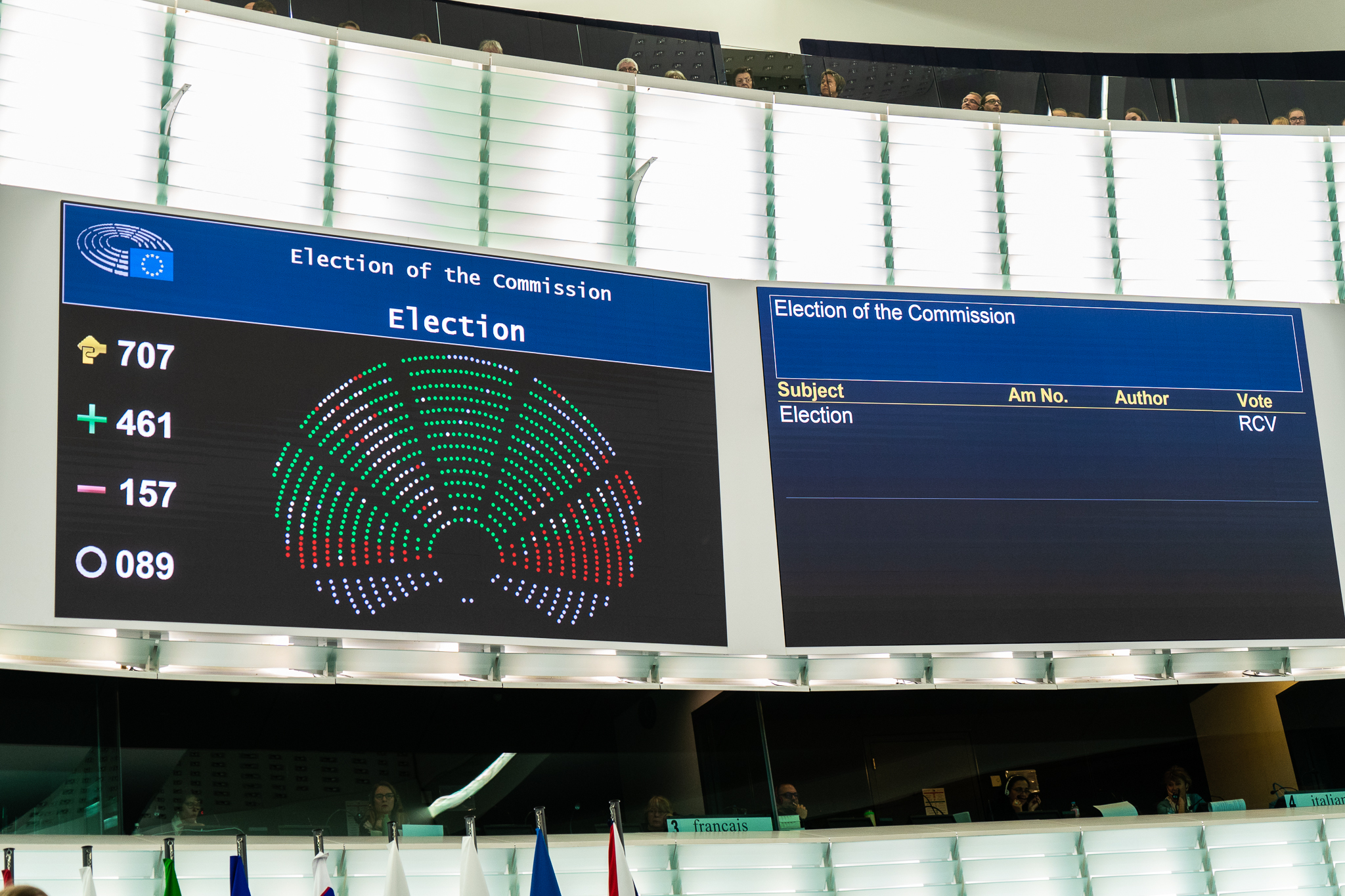
Das Ergebnis der endgültigen Abstimmung im Europäischen Parlament zu Straßburg, am 27. November 2019.

Nachdem sich der Europäische Rat der Staats- und Regierungschefs trotz wochenlanger Verhandlungen nicht auf einen der zur Europawahl 2019 angetretenen Spitzenkandidaten als Kommissionspräsident hatte einigen können, wurde Ursula von der Leyen am 2. Juli 2019 durch das Gremium einmütig für das Amt nominiert. Nur die deutsche Bundeskanzlerin Angela Merkel enthielt sich wegen der Ablehnung durch den Koalitionspartner SPD, der auf dem Spitzenkandidatenprinzip bestand.
Für die Wahl am 16. Juli 2019 benötigte ein Kandidat erstmals in der Geschichte eine breitere Mehrheit als die bisher bei den meisten Entscheidungen übliche von Volkspartei und Sozialdemokraten, da diese keine Mehrheit mehr im Europäischen Parlament hatten und mindestens die Liberalen oder die Grünen, vorzugsweise aber beide Kräfte für eine Mehrheit benötigt wurden. Eine Mehrheit gestützt auf die populistischen oder national gesinnten Kräfte rechts der Europäischen Volkspartei wurde vor wie nach der Europawahl sehr kritisch gesehen und von den Spitzenkandidaten stets ausgeschlossen. Nach der Nominierung von der Leyens galt das Europäische Parlament bis auf ihre eigene Parteienfamilie als mit der überwiegenden Mehrheit gegen ihre Kandidatur eingestellt und empört über das Vorgehen des Rates, was sie selbst eingestand und es sich deswegen zur Aufgabe machte, in den nächsten Wochen überhaupt erst eine Mehrheit für sich zu gewinnen. Dies bestand vor allem in der Vorstellung ihrer Ziele und ihrer Person vor den Fraktionen. Bei der Abstimmung erhielt von der Leyen daraufhin eine äußerst knappe absolute Mehrheit von 383 Stimmen im Europäischen Parlament, neun Stimmen mehr als die notwendige Mehrheit von 374 der 747 Europa-Abgeordneten. Im Vorfeld waren deutlich mehr Stimmen für sie erwartet worden. Teilweise wurde spekuliert, ob sie das Ergebnis von Jean-Claude Juncker 2014 übertreffen würde, da der von substanziellen Teilen der Sozialdemokraten geäußerte Wille zur Ablehnung in solchen Überlegungen nicht wirklich ernst genommen wurde.
Nach von der Leyens Vorstellung in den einzelnen Fraktionen des Parlaments hatten neben der EVP auch die Liberalen entgegen ihrer ursprünglichen Ablehnung sich geschlossen für ihre Wahl ausgesprochen. Bei den Sozialdemokraten hingegen, die in ihr inhaltlich und fachlich kein Problem sahen, rief die Fraktionsspitze zwar ebenfalls zu von der Leyens Wahl auf, konnte sich aber nur auf eine geringe Mehrheit in der Fraktion stützen, da viele der Mitglieder (anders als die offiziell von vornherein ohne Spitzenkandidat angetretenen Liberalen) das Spitzenkandidatenprinzip in ganz besonderem Maße aufrechterhalten wollten. Nach der Sitzung wurde unmittelbar klar, dass ein gewichtiger Teil der Sozialdemokraten aus diesem prinzipiellen Grund vorhatte, gegen von der Leyen zu stimmen. Die Grünen setzten sich mit von der Leyens Absichten auseinander und erklärten, mit ihr zusammenarbeiten zu wollen, lehnten sie aber aus inhaltlichen Gründen geschlossen ab, da sie der Verwirklichung der formulierten Ziele durch die EVP nicht trauen wollten und das von von der Leyen vorgestellte Programm als zu vage ansahen. Damit wurden vor allem die Sozialdemokraten zur Schlüsselkraft für die Bestätigung der Nominierung, die vom Ausmaß der Zustimmung ihrer Fraktion abhängig war. Außerdem entschieden sich aufgrund der für von der Leyens Nominierung maßgeblichen Zustimmung der polnischen Regierung auch die Abgeordneten deren nationalkonservativer Regierungspartei PiS, die nach dem Brexit die Fraktion der Konservativen rechts der EVP dominiert, kurzfristig und widerwillig für die Wahl von der Leyens, wie einer ihrer Abgeordneten im Interview mit Phoenix beschrieb. Deswegen bestand nach dem Wahlgang auch die These, dass sie ohne die nicht gewünschte und vor der Europawahl regelmäßig ausgeschlossene Unterstützung von rechten Konservativen nicht gewählt worden wäre, was die erste Ablehnung eines designierten Kommissionspräsidenten und eine deutliche Stärkung der Position des Parlaments bedeutet hätte.
Dass durch die verschiedenen Konstellationen und das Zusammenwirken aus inhaltlichen und prinzipiellen Gründen nach der Enthaltung zur Nominierung durch die Bundesregierung auch die deutschen Abgeordneten, anders als es die Abgeordneten anderer Länder bei einem Kandidaten aus ihrem Land pragmatischerweise machen würden, mit überwiegender Mehrheit gegen die Wahl einer deutschen Kandidatin in das wichtigste Amt der EU stimmten, wurde kritisiert und im Ausland mit Verwunderung betrachtet. Nur Union und FDP stimmten für von der Leyen, die SPD stimmte aus grundsätzlicher Sorge um das gerade erst gewonnene Ansehen der Europawahl gegen sie, die Grünen hatten darüber hinaus auch inhaltliche Vorbehalte. Dass die Linke eine konservative Kandidatin ablehnt und die AfD als Protestbewegung eine Kandidatin aus der Bundesregierung, war selbstverständlich. Somit kann auch die nicht selbstverständliche schwache deutsche Unterstützung als einer der Schlüsselfaktoren gesehen werden, an dem die Wahl beinahe gescheitert wäre.
Am 16. Juli 2019 wurde von der Leyen vom Europaparlament als erste Frau zur designierten Kommissionspräsidentin gewählt.
Am 27. November bestätigte das Europäische Parlament die von ihr vorgeschlagene Kommission als Ganze mit knapp 65 % der abgegebenen Stimmen.

## Politische Leitlinien
Ursula von der Leyen hat das Modell der Themen-„Cluster“, das bereits bei der Kommission Juncker neu eingeführt wurde, insoweit überarbeitet, als die Vizepräsidenten künftig die Rolle von Ministern einnehmen werden, während die restlichen Kommissare eher denen von (ihnen untergeordneten) Staatssekretären entsprechen.
Das Regierungsprogramm ihrer Kommission folgt sechs Prioritäten, die gleichzeitig die Cluster darstellen:
1. Ein europäischer Green Deal: Erster klimaneutraler Kontinent werden
2. Eine Wirtschaft im Dienste der Menschen: Soziale Gerechtigkeit und Wohlstand
3. Ein Europa für das digitale Zeitalter: Aktive Teilhabe mit einer neuen Technologiegeneration
4. Förderung unserer europäischen Lebensweise: Schutz unserer Bürger und unserer Werte
5. Ein stärkeres Europa in der Welt: Festigung der verantwortungsvollen globalen Führungsrolle Europas
6. Neuer Schwung für die Demokratie in Europa: Förderung, Schutz und Stärkung unserer Demokratie

## Mitglieder der Kommission

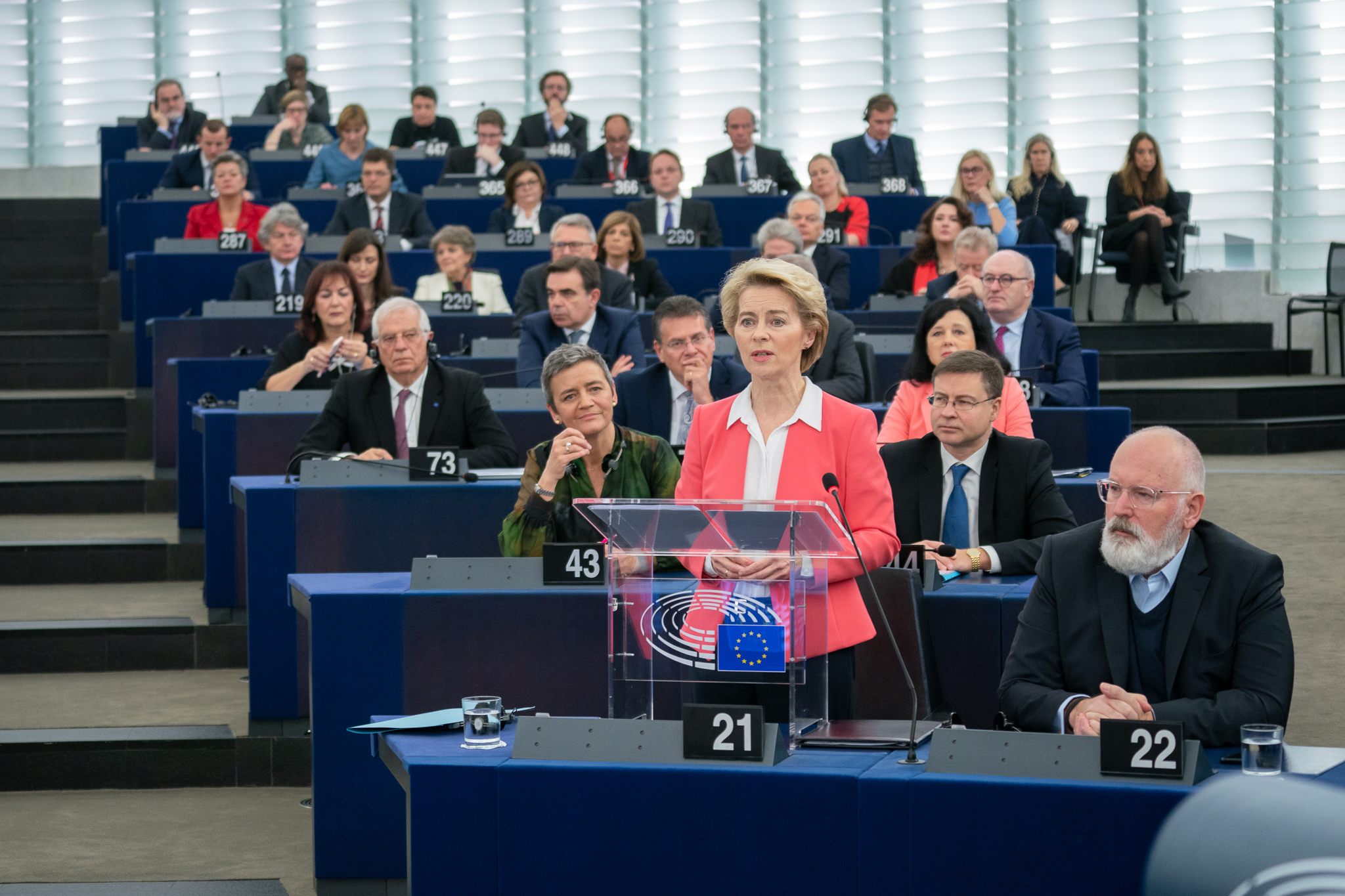
Kommission von der Leyen – um von der Leyen herum ihre 3 Geschäftsführenden Vizepräsidenten Frans Timmermans (22), Margrethe Vestager (43) und Valdis Dombrovskis (44) kurz vor ihrer parlamentarischen Bestätigung durch das Europaparlament

Ursula von der Leyen strebte eine Kommission an, die das erste Mal seit Bestehen der Kommission paritätisch mit Frauen und Männern besetzt ist. Mit 12 Frauen unter den bisher 27 Nominierungen (inklusive von der Leyen) wurde dieses Ziel jedoch nicht voll erreicht. Das Vereinigte Königreich verzichtete aufgrund des Brexit auf eine Nominierung. Die Kommission leitete daraufhin ein Vertragsverletzungsverfahren ein, damit das neu gewählte Kollegium dennoch seine Arbeit aufnehmen kann.
Vom EU-Parlament abgelehnt wurden die Nominierten Rovana Plumb (Rumänien, PSD/SPE; Verkehr), László Trócsányi (Ungarn; Fidesz/EVP; Erweiterung und Europäische Nachbarschaftspolitik) und Sylvie Goulard (Frankreich; MoDem/EDP; Binnenmarkt), sodass von ihren Mitgliedstaaten neue Kandidaten vorgeschlagen werden mussten.
Das Europäische Parlament bestätigte schließlich am 27. November 2019 das überarbeitete Kollegium als Ganzes (siehe unten) mit den Stimmen der Christdemokraten (EVP), der Liberalen (RE) und der Sozialdemokraten (S&D). Die Sozialisten (GUE/NGL) und Rechtspopulisten (ID) stimmten gegen die neue Kommission, während die Grünen (G/EFA) sich enthielten. Die Stimmen der Konservativen (EKR) waren gespalten. Konkret stimmten 461 Abgeordnete dafür, 157 dagegen und 89 enthielten sich. Die Kommission konnte damit am 1. Dezember 2019 ihre Arbeit aufnehmen.
Am 26. August 2020 trat Handelskommissar Phil Hogan von seinem Amt zurück. Die irische Regierung nominierte Mairead McGuinness als Kommissarin. Von der Leyen übertrug McGuiness das zuvor von Valdis Dombrovski gehaltene Portfolio und ernannte diesen zum neuen Kommissar für Handel. Am 15. Mai 2023 trat Innovations- und Jugendkommissarin Marija Gabriel von ihrem Amt zurück. Die bulgarische Regierung nominierte Iliana Iwanowa als Nachfolgerin; sie übernahm am 19. September 2023 die Ressorts ihrer Vorgängerin.
Nach der Europawahl 2024 traten Adina Vălean, Kommissarin für Verkehr, und Virginijus Sinkevičius, Kommissar für Umwelt und Ozeane, am 15. bzw. 16. Juli 2024 von ihren Ämtern zurück, um ihre Mandate im Europäischen Parlament wahrzunehmen. Vorübergehend wurden ihre Ressorts von Wopke Hoekstra und Maroš Šefčovič übernommen.

### Ressortprinzip
Ursula von der Leyen entschied sich für die Ernennung von drei sogenannten geschäftsführenden Vizepräsidenten („Executive Vice Presidents“), die eine herausragende Stellung besaßen, sowie fünf weiteren Vizepräsidenten. Fünf der acht Vizepräsidenten leiteten einen Themenkomplex aus den oben genannten politischen Prioritäten der Kommission, denen alle anderen Kommissare zugeordnet waren. Der Themenbereich „Neuer Schwung für die Europäische Demokratie“ hingegen hatte keine formale Leitung, wurde allerdings von den beiden Vizepräsidentinnen Jourová und Šuica betreut. Der Vizepräsident Šefčovič leitete keine Gruppe, sondern arbeitete ressortübergreifend.

### Präsidentin
| Amt         | Bild                 | Name                 | Mitgliedstaat | nationale Partei | Europapartei | Europapartei | Fraktion im EU-Parlament | Fraktion im EU-Parlament | Zugeordnete Generaldirektionen |
| ----------- | -------------------- | -------------------- | ------------- | ---------------- | ------------ | ------------ | ------------------------ | ------------------------ | ------------------------------ |
| Präsidentin | Ursula von der Leyen | Ursula von der Leyen | Deutschland   | CDU              |              | EVP          |                          | EVP                      | SG, SJ, COMM, IDEA             |

### Geschäftsführende Vizepräsidenten (Kommissare)
| Ressort | Bild               | Name               | Mitgliedstaat | nationale Partei | Europapartei | Europapartei | Fraktion im EU-Parlament | Fraktion im EU-Parlament | Zugeordnete Generaldirektionen |
| --- | ------------------ | ------------------ | ------------- | ---------------- | ------------ | ------------ | ------------------------ | ------------------------ | ------------------------------ |
| „Ein Europa für das digitale Zeitalter“ (inkl. Wettbewerb und ab September 2024 auch kommissarisch Binnenmarkt) | Margrethe Vestager | Margrethe Vestager | Dänemark      | RV               |              | ALDE         |                          | RE                       | COMP                           |
| „Eine Wirtschaft im Dienste der Menschen“ (ab August 2020 inkl. Handel)                                         | Valdis Dombrovskis | Valdis Dombrovskis | Lettland      | Vienotība        |              | EVP          |                          | EVP                      | TRADE                          |

### Vizepräsidenten (Kommissare)
| Ressort                                                                                                 | Bild               | Name               | Mitgliedstaat | nationale Partei | Europapartei | Europapartei | Fraktion im EU-Parlament | Fraktion im EU-Parlament | Generaldirektionen |
| --- | ------------------ | ------------------ | ------------- | ---------------- | ------------ | ------------ | ------------------------ | ------------------------ | ------------------ |
| „Ein stärkeres Europa in der Welt“ (Hoher Vertreter der EU für Außen- und Sicherheitspolitik)           | Josep Borell       | Josep Borrell      | Spanien       | PSC              |              | SPE          |                          | S&D                      | EEAS, FPI          |
| Werte und Transparenz („Neuer Schwung für die Europäische Demokratie“)                                  | Věra Jourová       | Věra Jourová       | Tschechien    | ANO 2011         |              | ALDE         |                          | RE                       |                    |
| „Förderung der Europäischen Lebensweise“                                                                | Margaritis Schinas | Margaritis Schinas | Griechenland  | ND               |              | EVP          |                          | EVP                      |                    |
| Interinstitutionelle Beziehungen und Vorausschau (sowie zusätzlich ab Oktober 2023 European Green Deal) | Maroš Šefčovič     | Maroš Šefčovič     | Slowakei      | parteilos        |              |              |                          |                          | JRC                |
| Demokratie und Demografie („Neuer Schwung für die Europäische Demokratie“)                              | Dubravka Šuica     | Dubravka Šuica     | Kroatien      | HDZ              |              | EVP          |                          | EVP                      | COMM               |

### Weitere Kommissare
| Ressort                                                                            | Bild                   | Name                   | Mitgliedstaat | nationale Partei | Europapartei | Europapartei | Fraktion im Europäischen Parlament | Fraktion im Europäischen Parlament | Zugeordnete Generaldirektionen                      |
| ---------------------------------------------------------------------------------- | ---------------------- | ---------------------- | ------------- | ---------------- | ------------ | ------------ | ---------------------------------- | ---------------------------------- | --------------------------------------------------- |
| Haushalt und Verwaltung                                                            | Johannes Hahn          | Johannes Hahn          | Österreich    | ÖVP              |              | EVP          |                                    | EVP                                | BUDG, HR, DGT, DIGIT, SCIC, OIB, OIL, PMO, OP, OLAF |
| Justiz und Rechtsstaatlichkeit                                                     | Didier Reynders        | Didier Reynders        | Belgien       | MR               |              | ALDE         |                                    | RE                                 | JUST, IAT                                           |
| Gesundheit und Lebensmittelsicherheit                                              | Stella Kyriakides      | Stella Kyriakides      | Zypern        | DISY             |              | EVP          |                                    | EVP                                | SANTE                                               |
| Energie                                                                            | Kadri Simson           | Kadri Simson           | Estland       | K                |              | ALDE         |                                    | RE                                 | ENER                                                |
| Internationale Partnerschaften                                                     | Jutta Urpilainen       | Jutta Urpilainen       | Finnland      | SDP              |              | SPE          |                                    | S&D                                | INTPA                                               |
| Nachbarschaft und Erweiterung                                                      | Oliver Varhelyi        | Olivér Várhelyi        | Ungarn        | Fidesz           |              | parteilos    |                                    |                                    | NEAR                                                |
| Wirtschaft (inkl. Steuern und Zollunion)                                           | Paolo Gentiloni        | Paolo Gentiloni        | Italien       | PD               |              | SPE          |                                    | S&D                                | ECFIN, TAXUD, ESTAT                                 |
| Umwelt und Ozeane                                                                  | Virginijus Sinkevičius | Virginijus Sinkevičius | Litauen       | LVŽS             |              | parteilos    |                                    | G/EFA                              | ENV, MARE                                           |
| Beschäftigung und soziale Rechte                                                   | Nicolas Schmit         | Nicolas Schmit         | Luxemburg     | LSAP             |              | SPE          |                                    | S&D                                | EMPL                                                |
| Gleichstellung                                                                     | Helena Dalli           | Helena Dalli           | Malta         | MLP              |              | SPE          |                                    | S&D                                | JUST, neue Task Force für Gleichstellung            |
| Landwirtschaft                                                                     | Janusz Wojciechowski   | Janusz Wojciechowski   | Polen         | PiS              |              | EKR          |                                    | EKR                                | AGRI                                                |
| Kohäsion und Reformen                                                              | Elisa Ferreira         | Elisa Ferreira         | Portugal      | PS               |              | SPE          |                                    | S&D                                | REGIO, neue DG für Strukturreformen                 |
| Verkehr                                                                            | Adina Vălean           | Adina Vălean           | Rumänien      | PNL              |              | EVP          |                                    | EVP                                | MOVE                                                |
| Krisenmanagement                                                                   | Janez Lenarčič         | Janez Lenarčič         | Slowenien     | parteilos        |              |              |                                    |                                    | ECHO                                                |
| Inneres                                                                            | Ylva Johansson         | Ylva Johansson         | Schweden      | SAP              |              | SPE          |                                    | S&D                                | HOME                                                |
| Finanzdienstleistungen, Finanzstabilität und die Kapitalmarktunion ab Oktober 2020 | Mairead McGuinness     | Mairead McGuinness     | Irland        | FG               |              | EVP          |                                    | EVP                                | FISMA                                               |
| Innovation und Jugend ab September 2023                                            | Iliana Iwanowa         | Iliana Iwanowa         | Bulgarien     | GERB             |              | EVP          |                                    | EVP                                | RTD, EAC, JRC                                       |
| Klimaschutz ab Oktober 2023                                                        | Wopke Hoekstra         | Wopke Hoekstra         | Niederlande   | CDA              |              | EVP          |                                    | EVP                                | CLIMA                                               |

### Ehemalige Kommissare
| Ressort (Amtszeit)                                                | Bild             | Name             | Mitgliedstaat | nationale Partei | Europapartei | Europapartei | Fraktion im Europäischen Parlament | Fraktion im Europäischen Parlament | Zugeordnete Generaldirektionen        |
| ----------------------------------------------------------------- | ---------------- | ---------------- | ------------- | ---------------- | ------------ | ------------ | ---------------------------------- | ---------------------------------- | ------------------------------------- |
| Binnenmarkt (inkl. Verteidigung und Raumfahrt) bis September 2024 |                  | Thierry Breton   | Frankreich    | parteilos        |              |              |                                    |                                    | CNECT, GROW, neue DG für Verteidigung |
| Innovation und Jugend bis Mai 2023                                | Marija Gabriel   | Marija Gabriel   | Bulgarien     | GERB             |              | EVP          |                                    | EVP                                | RTD, EAC, JRC                         |
| Handel bis August 2020                                            | Phil Hogan       | Phil Hogan       | Irland        | FG               |              | EVP          |                                    | EVP                                | TRADE                                 |
| Klimaschutz und European Green Deal bis August 2023               | Frans Timmermans | Frans Timmermans | Niederlande   | PvdA             |              | SPE          |                                    | S&D                                | CLIMA                                 |

| Die Farben zeigen die Zugehörigkeit zu den europäischen Parteien an: EVP0 (10: 6 Frauen, 4 Männer) SPE (7: 4 Frauen, 3 Männer) ALDE (4: 3 Frauen, 1 Mann) EKR0 (1: 1 Mann) parteilos (4: 4 Männer) |